# Maladera hodkovae
Maladera hodkovae är en skalbaggsart som beskrevs av Nikodym och Kral 1998. Maladera hodkovae ingår i släktet Maladera och familjen Melolonthidae. Inga underarter finns listade i Catalogue of Life.